# Jahuara Primero
Jahuara Primero är en ort i Mexiko.   Den ligger i kommunen El Fuerte och delstaten Sinaloa, i den västra delen av landet, 1 200 km nordväst om huvudstaden Mexico City. Jahuara Primero ligger 27 meter över havet och antalet invånare är 532.
Terrängen runt Jahuara Primero är huvudsakligen platt, men åt nordväst är den kuperad. Runt Jahuara Primero är det ganska glesbefolkat, med 31 invånare per kvadratkilometer. Närmaste större samhälle är San Blas, 17,4 km nordost om Jahuara Primero. Trakten runt Jahuara Primero består till största delen av jordbruksmark.